# Johann Georg Pfitzer
Johann Georg Pfitzer (* Dezember 1629 andernorts; † 8. Januar 1698 in Heilbronn) war von 1693 bis 1698 Bürgermeister der Reichsstadt Heilbronn.

## Leben
Er war 1671 Mitglied des äußeren, großen Rats („von der Gemeinde“), 1683 Mitglied des inneren, kleinen Rats („von den burgern“), später 1691 Steuerherr und ab 1693 Bürgermeister von Heilbronn.
Er heiratete Barbara Kirchhoff, die eine Tochter eines Heilbronner Apothekers war. Er gehörte 1688 im Pfälzischen Erbfolgekrieg zu den Geiseln der französischen Armee auf ihrem Rückzug nach Frankreich.